# 袁盛
袁盛（15世紀—15世紀），字德昌，號桐岡，湖廣襄陽府棗陽縣人，軍籍，明朝政治人物。

## 生平
袁盛是景泰七年（1456年）丙子科湖廣鄉試舉人，授知縣，陞保定同知，改黎平知府，任內有善政，政平訟息，毋須使用刑罰，苗民土官都崇拜他。

## 引用
1. 1 2  咸豐《重修棗陽縣志·卷八·人物》：袁盛，字德昌，號桐岡，中景泰七年舉人，由知縣遷保定府同知，厯官貴州黎平府知府有善政，苗民土官咸尸祝之。長子仕，字良輔，宏治六年進士……次子傅，官通判；傅子廷英，字光輔，嘉靖四年舉人……三子偉，字子俊，正德時拔貢……子峻如歲貢……
2. ↑  光緒《黎平府志·卷六下·秩官志》：袁盛，《貴州通志》（云）棗陽人，進士，成化間為黎郡守，政平訟息，有刑錯風。